# Jaime Nielsen
Jaime Nielsen (ur. 9 marca 1985 w Hamilton) – nowozelandzka kolarka torowa i szosowa, dwukrotna medalistka mistrzostw świata w kolarstwie torowym.

## Kariera
Pierwszy sukces na arenie międzynarodowej Jaime Nielsen osiągnęła w 2009 roku, kiedy na mistrzostwach świata w Pruszkowie razem z Alison Shanks i Lauren Ellis zdobyła srebrny medal w drużynowym wyścigu na dochodzenie. Rok później, podczas mistrzostw świata w Kopenhadze była siódma w indywidualnym wyścigu na dochodzenie. Na mistrzostwach świata w Apeldoorn w 2011 roku wspólnie z Alison Shanks i Kaytee Boyd wywalczyła brązowy medal w drużynowym wyścigu na dochodzenie. Nielsen jest także dwukrotną wicemistrzynią kraju w indywidualnej jeździe na czas.